# Dunkelbrauner Borstenscheibling
Der Dunkelbraune Borstenscheibling (Hymenochaete fuliginosa) ist eine Ständerpilzart aus der Familie der Borstenscheiblingsverwandten (Hymenochaetaceae). Er bildet dunkelbraune, krustige Fruchtkörper aus, die unter anderem auf der Rinde von Stein-Eichen (Quercus ilex) und Gemeinen Fichten (Picea abies) wachsen. Der Blutrote Borstenscheibling ist holarktisch verbreitet.

## Merkmale

### Makroskopische Merkmale
Der Dunkelbraune Borstenscheibling besitzt resupinate (am Substrat anliegende), miteinander verwachsene Fruchtkörper von feinfilziger Konsistenz. Die dunkelbraune Fruchtschicht ist frisch glatt und zusammenhängend, reißt dann aber im Alter feldrig auf. 

### Mikroskopische Merkmale
Der Dunkelbraune Borstenscheibling verfügt über zahlreiche, rostbraune Seten von 60–100 × 7–10 µm in der Fruchtschicht. Ihre hyalinen bis hellbraunen Hyphen sind 3–4 µm breit und einfach septiert. Er besitzt 15–20 × 4–5 µm große, viersporige Basidien. Die hyalinen Sporen des Dunkelbraunen Borstenscheiblings werden rund 5–6,5 × 1,5–2,5 µm groß und sind zylindrisch bis leicht gebogen. Er hat eine monomitische Trama und unbeschnallten Septen.

## Verbreitung
Die bekannte Verbreitung der Art umfasst Eurasien sowie den nordamerikanischen Kontinent. 

## Ökologie
Der Dunkelbraune Borstenscheibling wächst auf der Rinde verschiedener Laubbäume. In Europa sind dies vor allem Stein-Eiche (Quercus ilex) und Gemeine Fichte (Abies alba), in Nordamerika überwiegend Nadelhölzer, aber auch Birken (Betula spp.) und Pappeln (Populus spp.).